# Fred Gaby

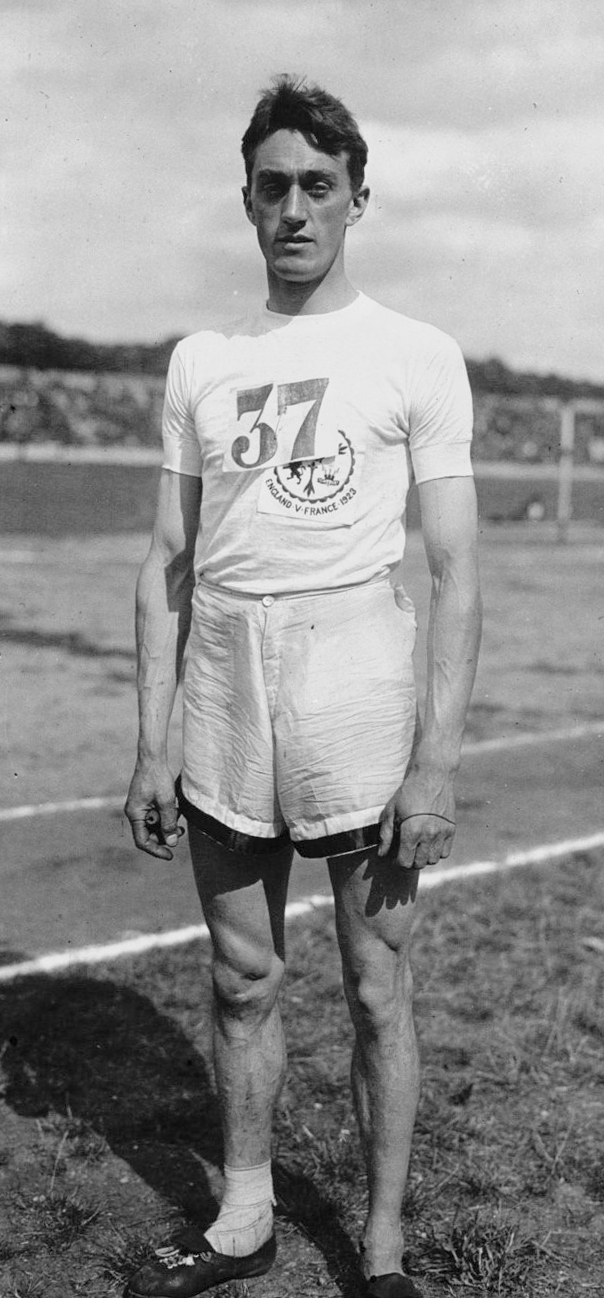
Fred Gaby, 1923

Fred Gaby (eigentlich Frederick Richard Gaby; * 12. März 1895 in Marylebone; † 7. April 1984 in Storrington, West Sussex) war ein britischer Hürdenläufer, der sich auf die 110-Meter-Distanz spezialisiert hatte.
Bei den Olympischen Spielen erreichte er 1924 in Paris das Halbfinale und wurde 1928 in Amsterdam Sechster.
1930 gewann er für England startend bei den British Empire Games in Hamilton Bronze über 120 Yards Hürden.
Fünfmal wurde er Englischer Meister (1922, 1923, 1925–1927). Seine persönliche Bestzeit von 14,9 s über 120 Yards stellte er am 30. Juli 1927 in London auf.